# Pier Bergonzi
Pierbattista Bergonzi detto Pier (Tradate, 4 febbraio 1963) è un giornalista italiano.

## Biografia
È vicedirettore de La Gazzetta dello Sport e direttore dell'allegato settimanale SportWeek.          
Oltre all'attività giornalistica si è occupato della redazione di libri sul ciclismo e sullo sport in genere, sia come analisi di fenomeni e avvenimenti sportivi sia sotto forma di autobiografie di sportivi di cui ha curato la redazione. Nel 2010 ha pubblicato il primo romanzo, L'ultimo gregario, dedicato a Fausto Coppi. Ha, inoltre, curato la realizzazione di alcuni video per conto della RCS, alcuni distribuiti come allegati alla stessa Gazzetta. Dal suo libro Pantani: un eroe tragico è stato tratto il film televisivo Il Pirata - Marco Pantani.
Nel 2012, in rappresentanza della Gazzetta, entra a far parte della giuria del Premio giornalistico Piero Dardanello con la carica di vicepresidente. Nel 2022 ha vinto il premio "Biagio Agnes" per l'intervista a papa Francesco pubblicata su La Gazzetta dello Sport e SportWeek, l'unica che un pontefice abbia mai rilasciato ad un giornalista sportivo.

## Opere
Libri
- Due volte Bugno: campione del mondo a Stoccarda, 1991; campione del mondo a Benidorm, 1992 - Roma - Compagnia editoriale - 1996
- Jacques Augendre - Fausto Coppi - Edizione italiana a cura di Pier Bergonzi - Cernusco sul Naviglio - SEP - 1999
- Giro d'Italia: le storie e le foto più belle della leggenda rosa - Cernusco sul Naviglio - SEP - 2000
- Alfredo Martini - Alfredo Martini racconta un secolo di ciclismo, testo raccolto da Pier Bergonzi - Cernusco sul Naviglio - SEP -2001
- Lance Armstrong: l'uomo dei miracoli; la favola del cowboy in giallo: dal cancro ai tre Tour de France - Milano - RCS - 2002 (Supplemento a La Gazzetta dello Sport)
- I mondiali di ciclismo: la storia e le storie della rassegna iridata dal 1927 ad oggi - Cernusco sul Naviglio - SEP - 2004
- Pantani: un eroe tragico - di Pier Bergonzi, Davide Cassani, Ivan Zazzaroni - Milano - Mondadori - 2005
- Marco Pantani - Vai Pantani! - a cura di Pier Bergonzi, Davide Cassani, Ivan Zazzaroni - Milano - Mondadori - 2006
- L'ultimo gregario, romanzo dedicato a Fausto Coppi. Milano-Rizzoli libri - maggio 2010

Video
- Marco Pantani - Regia e montaggio: Donatella Ruggero e Pierpaolo Adami; sceneggiatura e testi: Pier Bergonzi - Milano - RCS quotidiani - 2005
- Vai, Pantani - di Pier Bergonzi, Davide Cassani, Ivan Zazzaroni - Coproduzione: Roma, Rai Trade - Milano, Mondadori - 2007